# Paolo Soleri
Paolo Soleri, född 21 juni 1919 i Turin, död 9 april 2013 i Scottsdale, Arizona, var en italiensk arkitekt som under sitt liv forskade om och experimenterade med stadsplanering. Soleri var initiativtagare till experimentstaden Arcosanti och är upphovsman till arkologin.